# Тиман, Пауль
Пауль Эрнст (Павел Густавович) Тиман (26 августа 1881, Юрьев — ?) — российский кинопредприниматель немецкого происхождения.

## Биография
Родился в городе Юрьев (Тарту) 26 августа 1881 года в состоятельной остзейской семье. Получил хорошее образование. В 1902 году во время поездки в Париж заинтересовался кинематографом и поступил на работу в компанию «Гомон». В 1904 году направлен компанией в Россию для организации московского прокатного отделения. По его инициативе операторы компании в 1907 году начали делать в России регулярные хроникальные съёмки для новостных альманахов. Тогда же Тиман подсказал Самуилу Лурье идею журнала о кино «Сине-фоно».
В январе 1909 года Тиман ушёл из компании «Гомон» и открыл собственный торговый дом «П. Тиман, Ф. Рейнгардт и С. Осипов». Начав работу с проката зарубежной кинопродукции, он вскоре начал и собственное кинопроизводство. Первой картиной компании стал фильм режиссёра Василия Гончарова «Смерть Иоанна Грозного» (1909), выпущенный в прокат ассоциированной с его торговым домом компанией «Глория». На постановку картины было потрачено приданое в пять тысяч рублей полученно в связи женитьбой Паула Тимана на Елизавете Григорьевне фон Миквиц  в том же 1909 году. Первые фильмы принесли прибыль, но незначительную.
В 1912 году Тиман приобрёл съёмочный павильон московского отделения фирмы «Пате» и с сентября начал выпуск фильмов «Русской золотой серии», которые пользовались значительным успехом у публики. При этом существенную роль в определении художественной политики студии играла жена Тимана Елизавета. Основными постановщиками компании были Владимир Гардин и Яков Протазанов. Со временем Тиману также удалось добиться того, что руководство Московского Художественного театра и других крупных московских театров прекратило сопротивление и согласилось на участие их актёров в съёмках фильмов.
С началом Первой мировой войны кинопредприятие Тимана было вынуждено резко сократить деятельность, так как немца Тимана интернировали и отправили на поселение в Уфимскую губернию, а ряд сотрудников студии призвали в действующую армию. Режиссёры Владимир Гардин и Яков Протазанов перешли в другие фирмы. Одновременно на рынке кинопроизводства укрепили свои позиции компании Ермольева и Харитонова.
В мае 1917 года Тиману удалось вернуться в Москву. Весной 1918 года он репатриировался в Германию, затем перебрался в Италию и там пытался наладить кинопроизводство с участием русских эмигрантов. В 1920 году он открыл производственную фирму «Товарищество П. Тимана и Ко», которая располагалась в Париже в доме 118 на Елисейских полях. На фирме русские режиссёры-эмигранты сняли несколько фильмов. Не добившись от их проката существенной финансовой отдачи, Тиман был вынужден свернуть дело. В 1923 году он был совладельцем компании «Орион-фильм».
Последующие упоминания о Пауле Тимане эпизодичны и не позволяют проследить его дальнейший жизненный путь.

## Фильмография
- 1909 — Драма в Москве (режиссёр: Василий Гончаров)
- 1909 — Бахчисарайский фонтан (режиссёр: Яков Протазанов)
- 1909 — Смерть Иоанна Грозного (режиссёр: Василий Гончаров)
- 1911 — Кавказский пленник (режиссёр: Джованни Витротти[англ.])
- 1911 — Демон (режиссёр: Джованни Витротти[англ.])[3]
- 1911 — Песня каторжанина (режиссёр: Яков Протазанов)
- 1911 — Каширская старина (режиссёр: Владимир Кривцов)
- 1912 — Анфиса (режиссёр: Яков Протазанов)
- 1912 — Уход великого старца (режиссёры: Яков Протазанов, Елизавета Тиман)
- 1913 — Разбитая ваза (режиссёр: Яков Протазанов)
- 1913 — Ноктюрн Шопена (режиссёр: Яков Протазанов)
- 1913 — Ключи счастья (режиссёры: Владимир Гардин, Яков Протазанов)
- 1913 — Сны мимолётные, сны беззаботные снятся лишь раз (режиссёр: Александр Волков)
- 1914 — Анна Каренина (режиссёр: Владимир Гардин)
- 1914 — Крейтцерова соната (режиссёр: Владимир Гарди)
- 1915 — Портрет Дориана Грея (режиссёры: Всеволод Мейерхольд, Михаил Доронин)
- 1915 — Дворянское гнездо (режиссёр: Владимир Гардин)
- 1916 — Изломы любви (режиссёр: Александр Уральский)
- 1917 — Венчал их сатана (режиссёр: Вячеслав Висковский)
- 1917 — Сильный человек (режиссёр: Всеволод Мейерхольд)
- 1921 — За монастырской стеной (Франция)
- 1921 — Смысл смерти (Франция)
- 1923 — За ночь любви (режиссёр: Яков Протазанов; Франция)[4])